# Beate Schiff
Beate Schiff (* 12. Juni 1932 in Berlin; † 23. Dezember 1997 in Düsseldorf) war eine deutsche Bildhauerin, Zeichnerin und Malerin sowie Hochschullehrerin an der Kunstakademie Düsseldorf.

## Leben

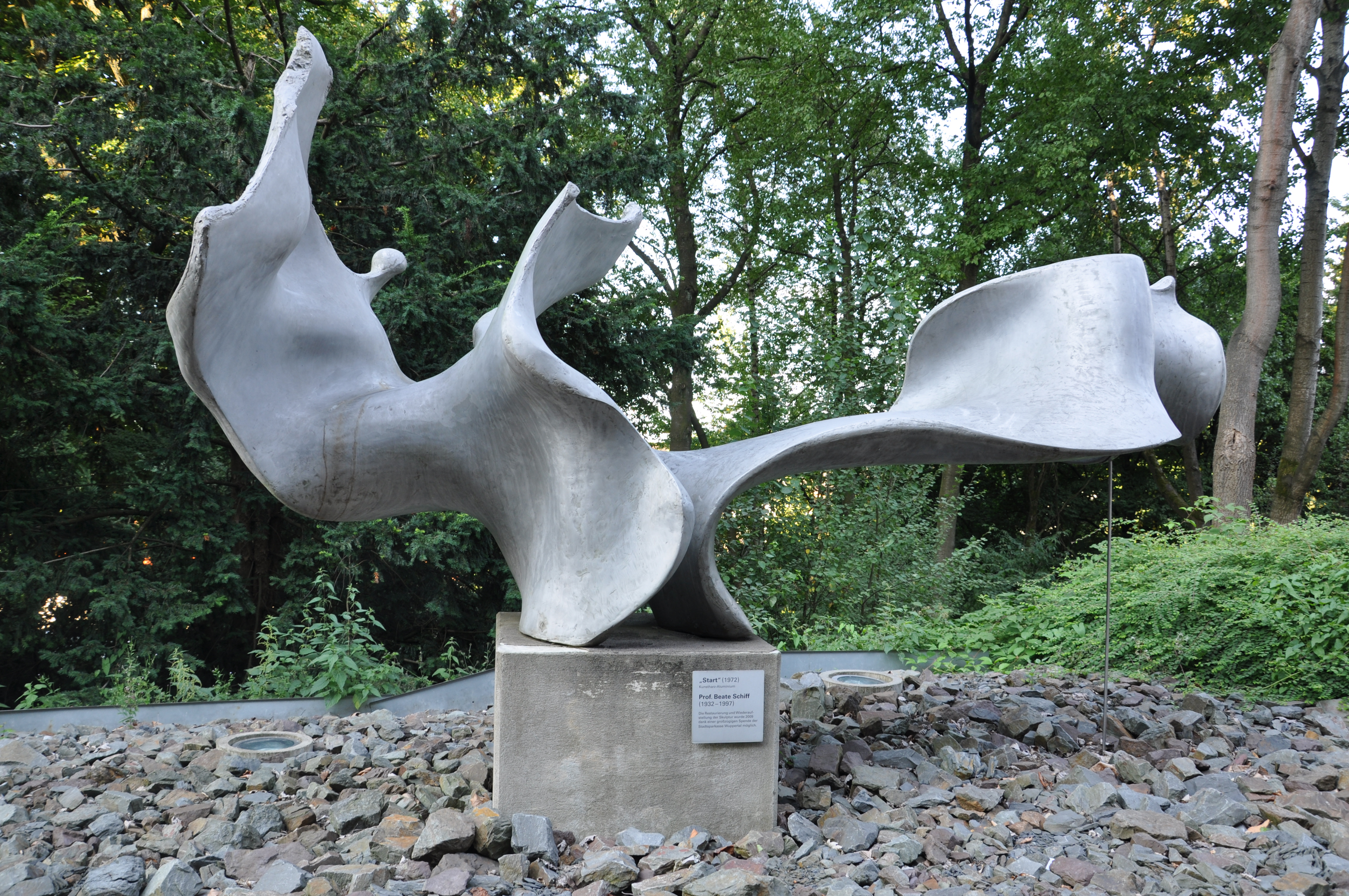
Start, 1972, Kunstharz-Alluminum-Plastik an der Bergischen Universität Wuppertal

Beate Schiff, Tochter eines jüdischen Arztes und einer evangelischen Malerin, zeigte bereits als Kind ein großes Interesse für das Malen und das plastische Gestalten. Als „jüdischer Mischling“ war ihr in der Zeit des Nationalsozialismus der weiterführende Schulbesuch verwehrt. In dieser Zeit verlor sie ihren Vater, durch Luftangriffe im Zweiten Weltkrieg ihr Zuhause. Nach dem Krieg war sie zwölf Jahre alt. Die Möglichkeit, nun eine weiterführende Schule zu besuchen, schlug sie aus, doch bewarb sie sich im Alter von 14 Jahren an der Meisterschule für Kunsthandwerk Berlin, wo sie wegen ihres Talents aufgenommen wurde. 1949 wechselte sie auf die Hochschule für bildende Künste Berlin. Dort studierte sie bis 1954 bei Gustav Seitz und Alexander Gonda Bildhauerei. Ihr Studium schloss sie 1955 an der Kunstakademie Düsseldorf als Meisterschülerin von Ewald Mataré ab.
Als freischaffende Künstlerin wirkte sie anschließend in Berlin und Freiburg. In den 1960er Jahren war sie als wissenschaftliche Zeichnerin an der Zoologischen Station Neapel tätig.
1965 kehrte sie als Assistentin von Karl Bobek an die Kunstakademie Düsseldorf zurück. 1966 wurde sie Leiterin der Vorklasse für das Studium des künstlerischen Lehramtes. Für diesen Studiengang und für den Lehrstuhl der Bildhauerei erhielt sie 1972 die Professur. Kurz nach ihrer Emeritierung starb sie 1997 an Herzversagen.